# Пера Палас (гостиница)

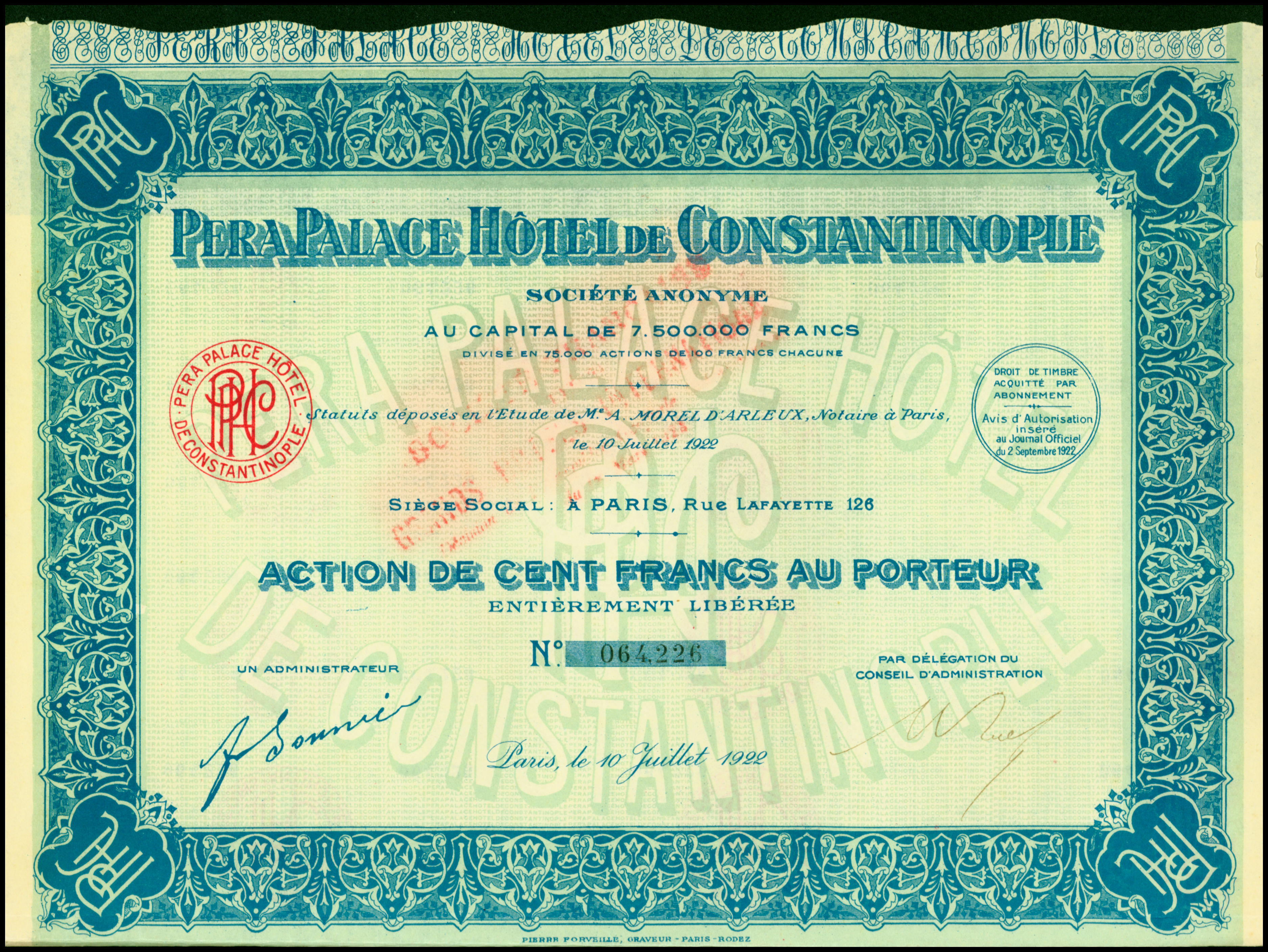
Акция общества Pera Palace Hotel de Constantinople, выпущенная 10 июля 1922 года

Гостиница Пера Палас (тур. Pera Palas Oteli) — историческая гостиница особой категории, расположенная в районе Бейоглу (Пера) в Стамбуле (Турция), построена в 1892 году для размещения в нём пассажиров Восточного экспресса, находится в нескольких минутах ходьбы от улицы Истикляль, площади Таксим, а также консульств (в прошлом посольств) Великобритании, Швеции, России, Нидерландов, Италии, Франции и Германии.
В 2006 году гостиница была закрыта на капитальный ремонт и реставрацию, вновь открылась 1 сентября 2010 года. С 1 мая 2012 года по 2017 год Пера Палас находился под управлением эмиратской гостиничной сети Jumeirah и именовался Pera Palace Hotel Jumeirah.

## История

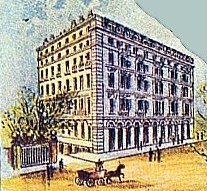
Пера Палас в 1900 году

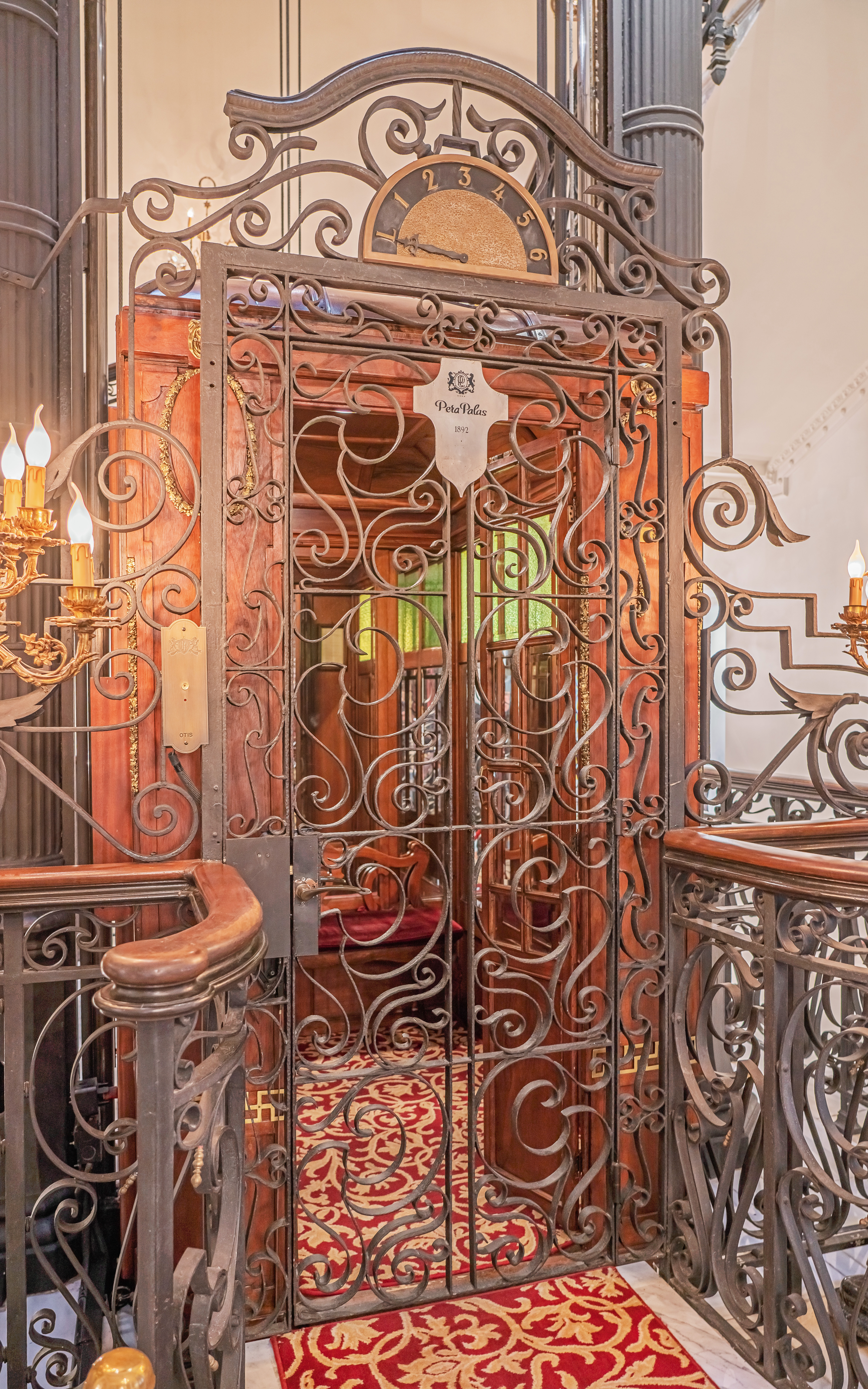
Дверь лифта в Пера Палас

Строительство гостиницы по проекту архитектора Александра Валлури (1850—1921), бывшего автором ряда иных значимых зданий в Константинополе в конце XIX века, началось в 1892 году, а торжественное её открытие с балом состоялось в 1895 году. Здание возведено в стиле, сочетавшем в себе неоклассицизм, модерн и восточную архитектуру..
Пера Палас была первым зданием в Турции, за исключением османских дворцов, в котором использовалось электричество. Кроме того, это было единственное здание в городе, где его гости могли пользоваться горячей водопроводной водой, а также здесь находился первый электрический лифт в Константинополе.
Одними из первых владельцев гостиницы была османская армянская семья Эсаян.

## Архитектура и реконструкция

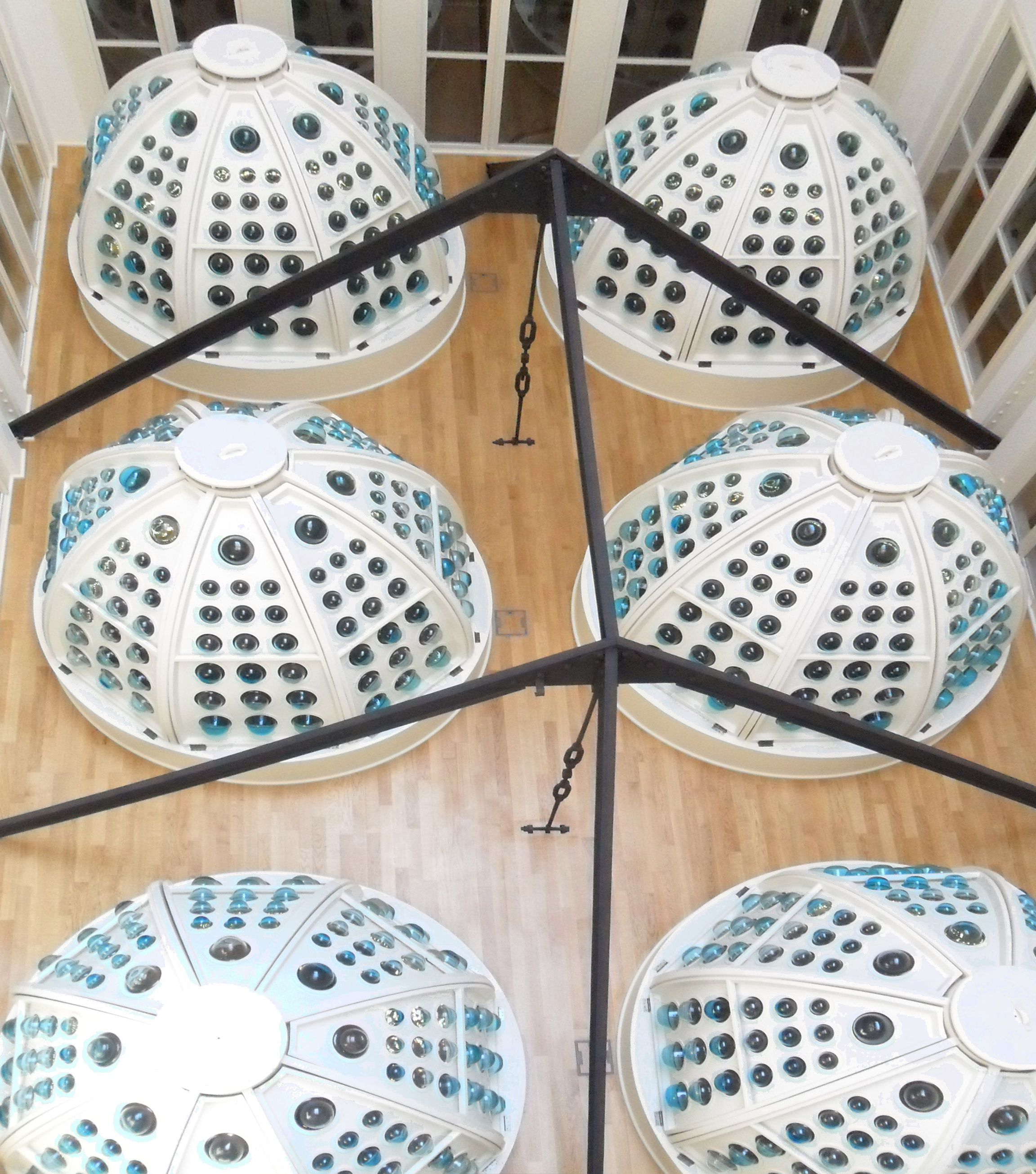
Шесть куполов в нижней части открытого пространства гостиницы

В настоящее время гостиница Пера Палас имеет статус важного исторического здания и находится под охраной турецкого законодательства (№ 2863 от 1983 года, с поправками, внесенными Законом № 5226 от 2004 года), касающегося культурного наследия в Турции.
Внешний фасад, а также план здания выполнены в неоклассическом стиле. Интерьеры отеля выдержаны в более восточном стиле, особо ярко выраженном в обустройстве бального зала. Кофейня, а также лифт с окружающим его пространством относятся к стилю модерн.
В апреле 2008 года Судоходная группа Бешикташ начала проект реконструкции и реставрации сооружения, его стоимость составила около 23 миллионов евро. Работы были закончены 1 сентября 2010 года.

## В литературе
- В рассказе Эрнеста Хемингуэя «Снега Килиманджаро» главный герой писатель Гарри останавливается в гостинице Пера Палас. Действие происходит во время оккупации союзниками Константинополя в период Первой мировой войны.
- Генри Пуллинг и его тетя Августа Бертрам, главные герои романа Грэма Грина «Путешествия с моей тётей», останавливаются в Пера Палас во время своего стамбульского приключения. Пуллинг, от лица которого ведётся, оказывается не в восторге от качества подаваемой еды.